# Glacier du Passon
Le glacier du Passon est un ancien glacier de France situé dans le massif du Mont-Blanc, sur la commune de Chamonix-Mont-Blanc.
Le glacier se trouve sur l'adret de l'aiguille du Passon, à environ 3 000 mètres d'altitude, au-dessus du glacier d'Argentière. Il fait partie des glaciers latéraux situés en rive droite du glacier d'Argentière avec ceux des Rouges du Dolent, du Tour-Noir, des Améthystes, du Milieu, du Chardonnet, du Trident et Adams Reilly au sud-est. Sur l'ubac de l'aiguille du Passon s'étend le glacier du Tour au nord.